# داستان‌های مولوی
داستان‌های مولوی نام یک مجموعه تلویزیونی ایرانی به کارگردانی «علی حاتمی» است که در سال ۱۳۵۲ ساخته شد و در نوروز ۱۳۵۳ از شبکهٔ اول تلویزیون ملی ایران پخش شد.

## خلاصه داستان
هر قسمت از این سریال تلویزیونی ۶ قسمتی، قصه‌ای از داستان‌های مثنوی معنوی را موضوع خود قرار داده بود. این قصه‌ها عبارت بودند از:
1. «سلطان و کنیزک»
2. «پیر چنگی»
3. «قاضی و زن جوحی»
4. «خلیفه و اعرابی»
5. «طوطی و بازرگان»
6. «صوفی»

### سلطان و کنیزک
سلطانی، کنیز زیبایی را به قصر خود می‌آورد. پس از مدتی کنیز بیمار می‌شود و درمان حکیمان به جایی نمی‌رسد. سلطان در می‌یابد که کنیز دل در گرو مرد زرگری دارد. از آن پس، سلطان تلاش می‌کند با ترفندهای گوناگون، کنیز را آن مرد زرگر دلسرد کند؛ اما موفقیتی کسب نمی‌کند…

### پیر چنگی
حکایت زندگی نوازنده‌ای است که در دوران جوانی، دوستان فراوانی دارد اما در پیری تنها و منزوی شده و به گورستانی پناه می‌برد. خداوند فرستاده‌ای را برای دلجویی از این پیر دلشکسته می‌فرستند و …

### قاضی و زن جوجی
زنی با همدستی شوهرش، قاضی را فریب می‌دهند تا ثروتش را تصاحب کنند. قاضی صندوقچه مرد مارگیری را به آن‌ها می‌دهد. آن دو نفر قاضی را از پرتگاهی به پائین می‌اندازند و وقتی صندوقچه را می‌گشایند، با نیش مار درون آن، کشته می‌شوند.

### خلیفه و اعرابی
مرد بادیه نشینی، کوزه‌ای آب برای خلیفه پیشکش می‌آورد، اما مشاهده رود دجله، شگفت زده و خشمگین می‌شود و خلیفه را با خود به بادیه می‌خواند، تا او از نزدیک، رنج و سختی مردمان بادیه‌نشین را ببیند و …

### بازیگران
- جمشید مشایخی
- بهروز به‌نژاد
- سعید امیرسلیمانی
- آتش خیر
- عباس مغفوریان
- اکبر ارکان
- غلامرضا ادهمی
- حسین حاتمی